# Мамытов, Жолон
Жолон Мамытов (кирг. Жолон Мамытов; 1 апреля 1940, с. Тюлейкен (ныне Кара-Сууский район, Ошской области, Кыргызстан) — 7 марта 1988, Фрунзе, Киргизская ССР) — киргизский советский поэт, прозаик, переводчик, сценарист, либреттист. Лауреат Государственной премии Киргизской ССР имени Токтогула Сатылганова.

## Творчество
Писал на киргизском и русском языках.
Вошёл в киргизскую литературу со своими художественными принципами.
Русскоязычному читателю известны сборники его стихов «Ток» (1985), «Родник и океан» (1983), «Мяч» (1984), стихи в журнале «Юность», «Оседлайте коней» (стихи для детей дошкольного возраста, 1986).
На родном языке вышло более десяти сборников стихов и поэм — «Суунун омуру», «Сказка о храбром Челтене», пьеса для кукольного театра «Дети матери Тюркюк», сценарий мультфильма «Олокон» отмечены в 1981 году премией Ленинского комсомола.
Жолон Мамытов создал ряд сценариев и либретто. В 1987 году по его либретто поставлена опера «Сепил» («Крепость») в театре оперы и балета имени А. Малдыбаева.
Он перевёл на киргизский язык поэтические произведения Ф. Тютчева, А. Фета, В. Маяковского, Хосе Марти, повесть литовца Миколаса Слуцкиса «Коса Неринги», книги казаха Олжаса Сулейменова и других.

## Награды
- Медаль «За трудовую доблесть» (1973)
- Премия Ленинского комсомола (1981)
- Государственная премия Киргизской ССР имени Токтогула Сатылганова (посмертно, 1989)
- премия им. А. Малдыбаева

## Память
- Именем Жолона Мамытова названа улица и средняя школа в г. Ош, там же планируют установить памятник поэту.[1]
- В родном селе поэта в школе им. Ж. Мамытова ему установлен памятник.

Жена — Менди Мамазаирова, киргизская поэтесса, писательница, драматург, член Союза писателей СССР и Кыргызстана, заслуженный деятель культуры Киргизии.